# Kriechbaumerella longiscutellaris
Kriechbaumerella longiscutellaris is een vliesvleugelig insect uit de familie bronswespen (Chalcididae). De wetenschappelijke naam is voor het eerst geldig gepubliceerd in 1987 door Qian & He.